# Bill Keller

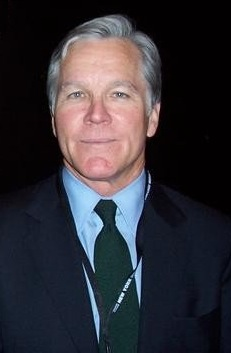
Bill Keller (2006)

Bill Keller (* 18. Januar 1949 in Palo Alto, Kalifornien) ist ein US-amerikanischer Journalist. Er war von 2003 bis 2011 Chefredakteur der New York Times.

## Leben
Keller besuchte die Junipero Serra High School in San Mateo. Während seiner Zeit am Pomona College begann er seine journalistische Karriere mit der Gründung der Zeitung The Collage. Nach dem Abschluss des Colleges wurde er 1970 Reporter in Portland, Oregon für The Portland Oregonian. 1980 ging er zum Congressional Quarterly Weekly Report in Washington, D.C. und anschließend zum Dallas Times Herald.
Zur New York Times kam er 1984 und arbeitete für sie in Washington. 1986 wurde er Reporter in Moskau und 1988 wurde er Leiter des dortigen Büros. 1989 erhielt er den Pulitzer-Preis für seine Reportagen aus der Sowjetunion. 1992 wurde er Chef der Zeitung in Johannesburg und blieb es bis 1995. 1995 wurde er foreign editor und 1997 managing editor. Den Abschluss des Advanced Management Programs an der University of Pennsylvania machte er 2000. 2001 wurde er dann Kolumnist und Senior Writer. Ab Juli 2003 war er als Chefredakteur für die New York Times verantwortlich.
Am 6. Juli 2005 verteidigte er Judith Miller im Fall um die Plame-Affäre.
Anfang Juli 2011 kündigte Keller seinen Rücktritt auf den 6. September 2011 an; Nachfolgerin wurde Jill Abramson. Keller arbeitet weiter im Unternehmen und wird unter anderem als Autor für das New York Times Magazine schreiben. Keller ist heute (Stand 2016) Chefherausgeber des Marshall Project, einer Non-Profit-Organisation für Journalismus über Strafjustiz.

## Werke
- Tree Shaker: the story of Nelson Mandela; Kingfisher, Boston 2008, ISBN 0-7534-5992-2; Jugendbuch[4]